# Úrvalsdeild 2008
La Úrvalsdeild 2008 fu la 97ª edizione della massima serie del campionato di calcio islandese disputata tra il 10 maggio e il 27 settembre 2008 e conclusa con la vittoria del FH, al suo quarto titolo.
Capocannoniere del torneo fu Guðmundur Steinarsson (Keflavík) con 16 reti.

## Formula
Le squadre partecipanti passarono dalle dieci della stagione precedente alle dodici di quella attuale e si incontrarono in un turno di andata e ritorno per un totale di ventidue partite.
Le ultime due classificate retrocedettero in 1. deild karla.
Le squadre qualificate alle coppe europee furono quattro: i campioni alla UEFA Champions League 2009-2010 mentre la seconda, la terza e il vincitore della coppa nazionale alla UEFA Europa League 2009-2010.

## Squadre partecipanti
| Club       | Città         | Stadio | Posizione 2007     |
| ---------- | ------------- | ------ | ------------------ |
| Fylkir     | Reykjavík     |        | 4°                 |
| Fram       | Reykjavík     |        | 7°                 |
| FH         | Hafnarfjörður |        | 2°                 |
| KR         | Reykjavík     |        | 8°                 |
| HK         | Kópavogur     |        | 9°                 |
| Valur      | Reykjavík     |        | Campione d'Islanda |
| ÍA         | Akranes       |        | 3°                 |
| Keflavík   | Keflavík      |        | 6°                 |
| Breiðablik | Kópavogur     |        | 5°                 |
| Fjölnir    | Reykjavík     |        | 1. deild           |
| Grindavík  | Grindavík     |        | 1. deild           |
| Þróttur    | Reykjavík     |        | 1. deild           |

## Classifica finale
|                    | Pos. | Squadra    | Pt | G  | V  | N | P  | GF | GS | DR  |
| ------------------ | ---- | ---------- | -- | -- | -- | - | -- | -- | -- | --- |
| Islanda (bandiera) | 1.   | FH         | 47 | 22 | 15 | 2 | 5  | 50 | 25 | +25 |
|                    | 2.   | Keflavík   | 46 | 22 | 14 | 4 | 4  | 54 | 31 | +23 |
|                    | 3.   | Fram       | 40 | 22 | 13 | 1 | 8  | 31 | 21 | +10 |
|                    | 4.   | KR         | 39 | 22 | 12 | 3 | 7  | 38 | 23 | +15 |
|                    | 5.   | Valur      | 35 | 22 | 11 | 2 | 9  | 34 | 28 | +6  |
|                    | 6.   | Fjölnir    | 31 | 22 | 10 | 1 | 11 | 39 | 33 | +6  |
|                    | 7.   | Grindavík  | 31 | 22 | 9  | 4 | 9  | 29 | 36 | -7  |
|                    | 8.   | Breiðablik | 30 | 22 | 8  | 6 | 8  | 41 | 36 | +5  |
|                    | 9.   | Fylkir     | 22 | 22 | 6  | 4 | 12 | 24 | 40 | -16 |
|                    | 10.  | Þróttur    | 22 | 22 | 5  | 7 | 10 | 28 | 46 | -18 |
|                    | 11.  | HK         | 18 | 22 | 5  | 3 | 14 | 26 | 47 | -21 |
|                    | 12.  | ÍA         | 13 | 22 | 2  | 7 | 13 | 18 | 46 | -28 |

Legenda:

      Campione d'Islanda e ammesso alla UEFA Champions League
      Ammesso alla UEFA Europa League
      Retrocesso in 1. deild karla
Note:

Tre punti a vittoria, uno a pareggio, zero a sconfitta.

### Verdetti
- FH Campione d'Islanda 2008 e qualificato alla UEFA Champions League
- KR, Fram e Keflavík qualificati alla Coppa UEFA Europa League
- HK e ÍA retrocesse in 1. deild karla.